# Shishapangma
O Shishapangma (ou Shisha Pangma, em tibetano: ཤི་ཤ་སྦང་མ།; Wylie: shi sha sbang ma; pinyin tibetano: Xixabangma; em nepali:  शिशापाङ्मा Shishāpāngmā; chinês: 希夏幫馬峰, pinyin: Xīxiàbāngmǎ Fēng), também chamado Gosainthān (em nepali:  गोसाईथान Gōsāīthān; chinês: 高僧赞峰, pinyin: Gāosēngzàn Fēng) é a décima quarta montanha mais elevada do mundo e a mais baixa das montanhas com mais de oito mil metros de altitude. Apesar disso, o Shishapangma foi o último pico de mais de 8000 metros de altitude a ser escalado. O nome tibetano significa crista acima das planícies gramíneas. Os nomes alternativos para o Shishapangma incluem Gosainthan (lugar dos santos em sânscrito), Xixabangma (o tempo mau em chinês) e Xixabangma Feng. Tem proeminência topográfica de 2897 m e isolamento topográfico de 90,79 km.

## Ascensões
O Shishapangma foi escalado primeiramente em 2 de maio de 1964, por Hsu Ching e sua expedição com mais dez chineses.
Em 11 de dezembro de 2004, Jean-Christophe Lafaille, um alpinista francês, terminou a primeira ascensão solo de uma rota nova na face sul.
O cume foi alcançado pela primeira vez de inverno em 14 de janeiro de 2005, pelo italiano Simone Moro e o polonês Piotr Morawski.
Até 2006 o cume desta montanha nunca tinha sido alcançado por nenhum português. Nesse ano o alpinista português João Garcia liderou uma expedição 100% portuguesa a esta montanha que integrou, para além de João Garcia, os alpinistas Bruno Carvalho, Hélder Santos, Rui Rosado, e Ana Santos. O jornalista Aurélio Faria acompanhou grande parte da expedição. O cume foi atingido no dia 31 de outubro, por João Garcia, Bruno Carvalho e Rui Rosado. Durante a descida, Bruno Carvalho faleceu, após uma queda, aos 31 anos de idade.
Para Rui Rosado e Bruno Carvalho foi a primeira vez que ascenderam a uma montanha com mais de 8 mil metros.
Esta expedição de João Garcia insere-se no âmbito do projeto À Conquista dos Picos do Mundo, onde João Garcia pretende escalar (sem recurso a oxigénio, e entre 2006 e 2010) oito das catorze montanhas com mais de oito mil metros de altitude, totalizando assim em 2010 os catorze cumes.